# Cantón de Annecy-Centro
El cantón de Annecy-Centro (en francés canton d'Annecy-Centre) era una división administrativa francesa que estaba situada en el departamento de Alta Saboya, de la región de Ródano-Alpes.
En aplicación del decreto nº 2014-153 de 13 de febrero de 2014, el cantón de Annecy-Centro fue suprimido el 1 de abril de 2015, uniéndose a los otros dos cantones de su nombre para conformar los dos nuevos cantones denominados Annecy-1 y Annecy-2.

## Composición
El cantón estaba formado por una fracción de la comuna de Annecy.